# Викторов, Александр Павлович
Алекса́ндр Па́влович Ви́кторов (14 марта 1955, Ленинград — 24 мая 2020) — российский архитектор, с 2004 по 2008 год председатель комитета по градостроительству и архитектуре Санкт-Петербурга.

## Биография
Родился 14 марта 1955 года в Ленинграде. Профессиональную деятельность начал в 1978 году после окончания архитектурного факультета Ленинградского инженерно-строительного института. С 1978 по 1989 год Викторов работал в должности архитектора и старшего архитектора во Всесоюзном научно-исследовательском проектном институте комплексной энергетической технологии и осуществлял проектирование зданий общественного и жилого назначения. По его проектам в составе авторских коллективов построены жилые и промышленные здания в Санкт-Петербурге и Ленинградской области.
В Комитете по градостроительству и архитектуре начал работать в 1989 году в должности районного архитектора Петроградского района, а затем в должности руководителя отдела комплексного развития центрально-планировочной зоны. В этот период активно занимался разработкой и формированием адресных программ: размещения объектов жилищно- и культурно-бытового строительства, развития объектов гостиничной инфраструктуры, строительства и реконструкции спортивных сооружений к Играм доброй воли в 1994 году, в градостроительных преобразованиях центральных районов Санкт-Петербурга. Среди собственных архитектурных проектов Викторова — индивидуальное строительство в Ленинградской области, часовня в Свято-Иоанновском монастыре на набережной реки Карповки и торговый комплекс около универмага «Нарвский».
Принимал непосредственное участие в разработке и подготовке административно-правовых и нормативных актов Администрации Санкт-Петербурга: «Правил застройки Ленинграда» — 1989; «Порядка предоставления объектов недвижимости и имущественных прав на них на инвестиционных условиях» — 1994; «Регламента подготовки и согласования инвестиционно-тендерной документации для предоставления объектов недвижимости и имущественных прав на них на инвестиционных условиях» — 1997; «Справочного пособия застройщика в Санкт-Петербурге» — 2000.
С 21 июля 2004 года возглавлял Комитет по градостроительству и архитектуре. Под его руководством завершен и согласован в Главгосэкспертизе Генеральный план Санкт-Петербурга, ставший Законом Санкт-Петербурга с 5 января 2006 года «О Генеральном плане Санкт-Петербурга и границах зон охраны культурного наследия на 2005—2015 (2025) годы».
Являлся председателем Градостроительного совета Санкт-Петербурга, членом Координационного совета по реализации в Санкт-Петербурге приоритетного национального проекта «Доступное и комфортное жилье — гражданам России», Межведомственного координационного совета по экономической, научно-технической и промышленной политике при Правительстве Санкт-Петербурга, Межведомственного координационного совета по реализации национальных проектов в Санкт-Петербурге и Консультативного совета при Правительстве Санкт-Петербурга по вопросам развития градостроительного комплекса Санкт-Петербурга.